# Милена Божикова
Милена Борисова Божикова е българска музиковедка, доктор (1990), доктор на изкуствознанието (2010), професор в Института за изследване на изкуствата на Българската академия на науките.

## Биография
Завършва Музикално училище „Добри Христов“ с пиано с отличие и медал. Следва в Национална музикална академия „Проф. Панчо Владигеров“, София с пиано при проф. Милена Моллова и музикознание. След конкурс постъпва в Московската консерватория „Пьотр Илич Чайковски“ с музикознание, която завършва при проф. Юрий Николаевич Холопов с отличен успех и медал. Учи в класа по пиано на Дмитрий Николаевич Сахаров, възпитаник на Лев Оборин.
Произхожда от рода на Божик Атанасов от Скрижово, български революционер, деец на ВМОРО в Драмско. Баща ѝ д-р Борис Божиков е практикуващ лекар във Франция, където защитава дисертация по хирургично лечение на туберкулозата (1936).
От 1992 Божикова работи в Института за изследване на изкуствата към Българската академия на науките последователно като главен асистент, доцент и професор; защитава две дисертации. Гост-преподавател в национални и чужди университети. Ръководител на докторанти, двама от които номинирани за наградата „Най-млад учен“ на БАН.
Удостоена е с Академичната награда за научни постижения на БАН (2000), с грантове за научни изследвания на Фондация „Паул Захер“, Швейцария (2008), на програма "Фулбрайт" (2022), награди „Книга на годината“ на СБК (1999, 2010), национални и чужди издателски и фестивални грантове.
Ръководител е на научни проекти, в т.ч. към Фонд „Научни изследвания“; Oxford University Press/ Grove music (координатор и автор на 75 статии по българска персоналия), международен проект между БАН и МАНУ; участник в проекти за млади учени към БАН, международен проект към Научен фонд на Република Чехия, в инициативите на Balzan Research Project Towards a global history of music под ръководството на проф. Райнхард Щром (Oxford University) и др.
Автор на над 300 публикации, в т.ч. публикации в издателствата Baerenreiter-Verlag, Oxford University Press, Cambridge Scholars Publishing, Peter Lang Verlag, Moscow State Conservatory Publishing, Институт искусствознания – Москва, Издателство на БАН „Проф. Марин Дринов“, Институт за изследване на изкуствата – София, Revista Muzica и др.